# 小行星20109
小行星20109（20109 Alicelandis）是一颗绕太阳运转的小行星，为主小行星带小行星。该小行星于1995年9月12日发现。

## 轨道参数
小行星20109的轨道半长轴为2.5832939 UA，离心率为0.235。